# Limbarska Gora
Limbarska Gora este o localitate din comuna Moravče, Slovenia, cu o populație de 93 de locuitori.